# Route A6 (Lettonie)
Pour les articles homonymes, voir A6 et Route A6.
La route A6 (Autoceļš A6) est une  route nationale de Lettonie reliant Riga à la frontière biélorusse. Elle mesure 307 km. Elle fait partie des routes européennes 22 et 262.

## Tracé
- Riga
- Salaspils
- Ikšķile
- Ogre
- Ciemupe (lv)
- Ķegums
- Lielvārde
- Dzelmes (lv)
- Koknese
- Pļaviņas
- Jēkabpils
- Līvāni
- Jersika (lv)
- Daugavpils
- Krāslava